# Ivica Vastić
Ivica Vastić, avstrijski nogometaš, * 29. september 1969, Split.
Za avstrijsko reprezentanco je odigral 50 uradnih tekem in dosegel 14 golov.